# Villa Lourdes
Villa Lourdes è un comune (corregimiento) della Repubblica di Panama situato nel distretto di Los Santos, provincia di Los Santos. Si estende su una superficie di 27,5 km² e conta una popolazione di 1.075 abitanti (censimento 2010).